# Abdelaziz Ahanfouf
Abdelaziz Ahanfouf, né le 14 janvier 1978 à Flörsheim am Main est un footballeur international marocain.
Le 17 décembre 2007, l'attaquant marocain de Bielefeld est victime d'un grave accident de la route, percutant violemment près de Borchen un poids lourd au volant de sa voiture. Il est un premier temps transféré à l'hôpital, grièvement blessé, puis annoncé par son club hors de danger deux jours plus tard. Les médecins diagnostiquent un œdème au cerveau, mais ne constatent aucune hémorragie interne et aucune fracture.

## Carrière
Né de parents marocains, Abdelaziz Ahanfouf choisit la double-nationalité. Il commence sa carrière professionnelle en 2.Bundesliga, au SpVgg Unterhaching. Après deux saisons, il est prêté à Rostock, club de première division. Après un retour infructueux à Unterhaching et des baux d'une année avec Mainz et Dresde, Ahanfouf connaît le bonheur avec Duisbourg, qui accède à la 1.Bundesliga deux ans après l'arrivée du jeune marocain. Mais le club redescend la saison suivante en se classant à la dernière position, et Ahanfouf rejoint alors Bielefeld, qui lui accroche le milieu du tableau. Sa première année, il a du mal à trouver sa place, ne disputant que 6 rencontres pour 2 buts en Bundesliga. Alors qu'on semble se diriger vers une copie de la saison dernière, Ahanfouf se blesse très grièvement lors d'un accident de voiture, compromettant ses chances de s'imposer à Bielefeld ou même de continuer sa carrière au plus haut niveau.

### En club
- 1988-1993 :  Eintracht Rüsselsheim
- 1993-1994 :  VfB Ginsheim
- 1994-1995 :  Kickers Offenbach
- 1995-1997 :  VfB Stuttgart
- 1997-1999 :  Unterhaching
- 1999-2000 :  FC Hansa Rostock
- 2001-2001 :  Unterhaching
- 2002-2002 :  Mayence 05
- 2002-2003 :  Dynamo Dresde
- 2003-2006 :  MSV Duisbourg
- 2006-2007 :  Arminia Bielefeld
- 2008-2010 :  SV Wehen-Wiesbaden
- Depuis 2010:  Chabab Rif Hoceima

### En sélection
- 6 matches avec l'équipe du Maroc

| Caps | Date       | Match            | Lieu     | Score | Compétition       |
| 1    | 28/05/2004 | Mali - Maroc     | Bamako   | 0 - 0 | Amical            |
| 2    | 03/07/2004 | Botswana - Maroc | Gaborone | 0 - 1 | Elim. CAN/CM 2006 |
| 3    | 04/09/2004 | Maroc - Tunisie  | Rabat    | 1 - 1 | Elim.CAN/CM 2006  |
| 4    | 09/02/2005 | Maroc - Kenya    | Rabat    | 5 - 1 | Elim.CAN/CM 2006  |
| 5    | 17/08/2005 | Togo - Maroc     | Rouen    | 1 - 0 | Amical            |
| 6    | 03/09/2005 | Maroc - Botswana | Rabat    | 1 - 0 | Elim. CAN/CM 2006 |
| ---- | ---------- | ---------------- | -------- | ----- | ----------------- |